# Кодекс законів про працю України
Кодекс законів про працю України (скор. КЗпП) — кодекс, який регулює в Україні трудові правовідносини. Регулювання таких правовідносин фокусується на процесові оплатного виконання роботи (на відміну від регулювання оплатного виконання роботи в цивільних правовідносинах, яке фокусується передусім на її результатові), тобто КЗпП регулює час роботи і відпочинку, заохочення та стягнення з працівників, гарантії для останніх із боку роботодавця тощо.

## Опис
Кодекс законів про працю України було прийнято ще в радянський період і після відновлення незалежности України він не приймався в новій редакції, було лише додано та оновлено частину статей Кодексу, внаслідок чого він у цілому вважається застарілим нормативно-правовим актом.
Право на працю в Україні гарантоване статтею 43 Конституції України і КЗпП розвиває положення даної норми Основного закону. Право громадян України на працю — це право громадян України, що забезпечується державою, на одержання роботи з оплатою праці не нижче встановленого державою мінімального розміру, вільний вибір професії, роду занять і роботи.
Станом на 2024 рік Міністерство економіки України в рамках дерадянізації законодавства готує новий проєкт Трудового кодексу України.